# ノリタケエンジニアリング
ノリタケエンジニアリング (Noritake Engineering) は愛知県名古屋市に本社を置く企業。
ノリタケカンパニーリミテドの子会社であり、2009年（平成21年）10月1日、親会社であるノリタケカンパニーリミテドに吸収合併された。
化工、濾過装置や研削機械、乾燥炉、焼成炉などの製造・販売を行なっていた。

## 歴史
当社の起源は1967年（昭和42年）8月に設立された旭技研株式会社である。日本陶器（現・ノリタケカンパニーリミテド）は、砥石事業の一環として水溶性研削油の濾過装置を1968年（昭和43年）に静岡県の大石機械製作所と共同で開発・販売していたが、不水溶性研削液濾過機については自社開発を断念し、旭技研製品の販売代理権を取得していた。旭技研が経営不振に陥ったことなどから、1970年（昭和45年）に日本陶器は株式の83％を取得し、さらに翌年には全株式を取得するとともに組織・社名を改めて7月28日に株式会社ノリタケエンジニアリングを設立した。しかし、取り扱い商品が少ないことや濾過機の需要自体が低いことなどから業績は直ちには改善しなかった。
ノリタケエンジニアリングは業務を拡大し廃水処理分野へ進出するため、1975年（昭和50年）にイギリスのダレンス社と技術提携してフィルターを開発し、濾紙の目詰まりを自動検知する装置を商品化した。また、この頃から自動車産業向けの濾過装置が主力となっていった。1990年代に入ると、市場が拡大していたセラミックス研削加工の市場に参入し、濾過が困難なセラミックス研削粉の凝集剤を研削液に自動供給する研削装置を1990年に開発し、売上だけでなく環境対策にも寄与した。1992年（平成4年）にはフィルターのメンテナンスを自動的に行なうアルミニウム用濾過装置を開発している。
ノリタケグループの事業再編に伴い、2001年（平成13年）4月1日にはアマダ（現・アマダホールディングス）、兼房などと提携している切断機メーカーであるノリタケマシンを吸収合併して「株式会社ノリタケマシンエンジニアリング」となったが、2年後の2003年（平成15年）4月1日に再び株式会社ノリタケエンジニアリングに社名を変更している。
2009年（平成21年）10月1日、親会社であるノリタケカンパニーリミテドに吸収合併された。それにより、ノリタケエンジニアリングは消滅した。